# Пескозолідо
Пескозолідо (італ. Pescosolido) — муніципалітет в Італії, у регіоні Лаціо, провінція Фрозіноне.
Пескозолідо розташоване на відстані близько 100 км на схід від Рима, 29 км на північний схід від Фрозіноне.
Населення — 1566 осіб (2014).
Щорічний фестиваль відбувається 14 вересня. Покровитель — святий Іван Хреститель.

## Демографія
Населення за роками:

Станом на 1 січня 2023 року в муніципалітеті офіційно проживали 42 іноземці з 19 країн, серед них 13 громадян країн Євросоюзу та 4 громадяни України.

## Сусідні муніципалітети
- Бальсорано
- Камполі-Аппенніно
- Сора
- Віллаваллелонга